# Отіл
Отіл (порт. Outil; МФА: [o.ˈtiɫ]) — парафія в Португалії, у муніципалітеті Кантаньєде. Розташована в західній частині країни, на теренах історичної португальської провінції Бейра. Входить до складу округу Коїмбра. За адміністративним поділом, чинним до 1976 року, терени парафії були складовою провінції Берегова Бейра. Належить до Коїмбрської діоцезії Католицької церкви. Патрон — Марія Магдалина. Площа — 15,3392 км². Населення — 858 ос. (2011). Слабо урбанізований регіон. Густота населення — 55,94 осіб/км²
. Код — 060210.

## Населення
| Кількість мешканців | Кількість мешканців | Кількість мешканців | Кількість мешканців | Кількість мешканців | Кількість мешканців | Кількість мешканців | Кількість мешканців | Кількість мешканців | Кількість мешканців | Кількість мешканців | Кількість мешканців | Кількість мешканців | Кількість мешканців | Кількість мешканців |
| ------------------- | ------------------- | ------------------- | ------------------- | ------------------- | ------------------- | ------------------- | ------------------- | ------------------- | ------------------- | ------------------- | ------------------- | ------------------- | ------------------- | ------------------- |
| 1864                | 1878                | 1890                | 1900                | 1911                | 1920                | 1930                | 1940                | 1950                | 1960                | 1970                | 1981                | 1991                | 2001                | 2011                |
| 839                 | 910                 | 894                 | 848                 | 907                 | 821                 | 811                 | 869                 | 962                 | 938                 | 798                 | 924                 | 908                 | 865                 | 858                 |